# Eesti Kirjandus

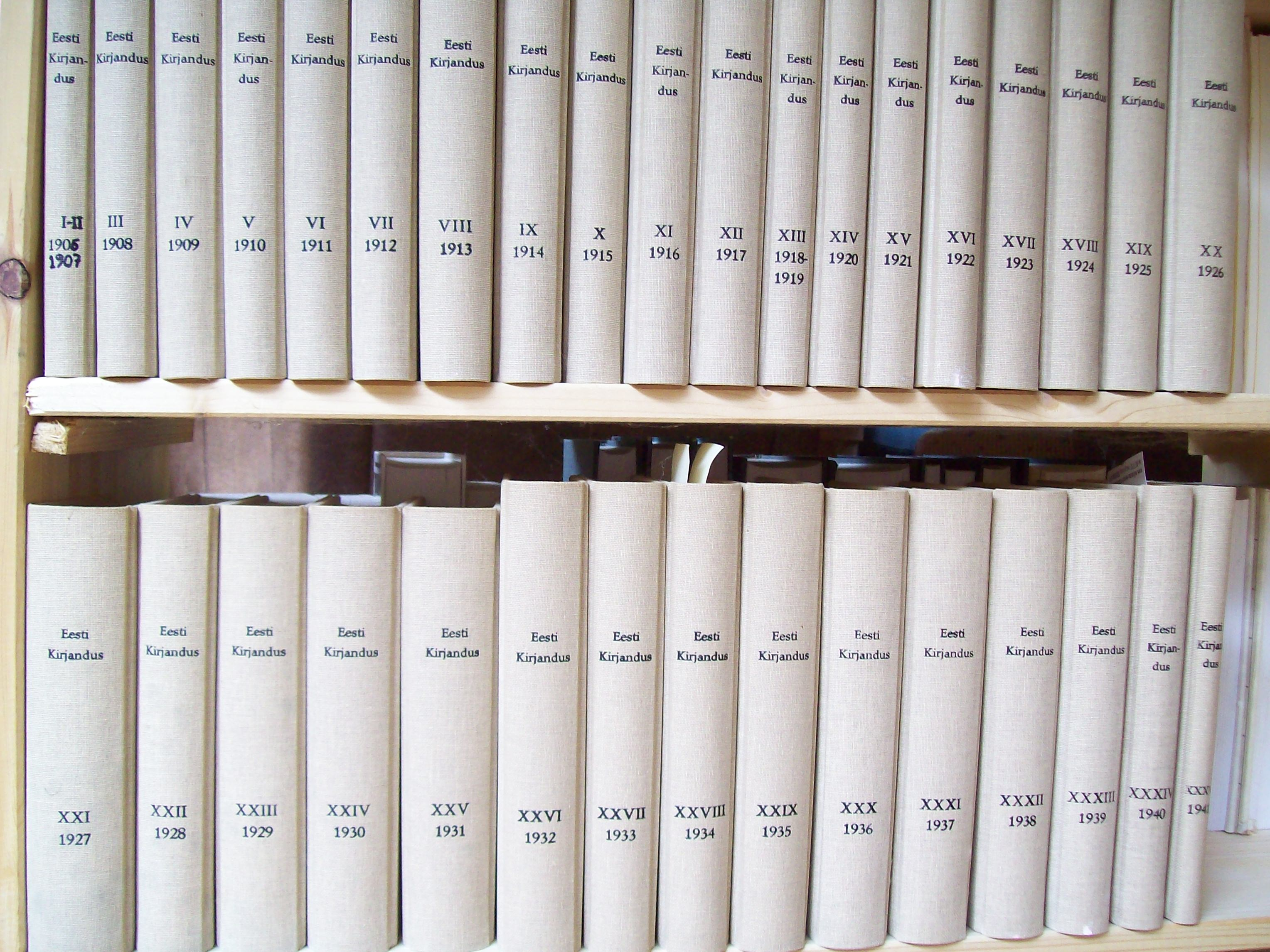
Alle Jahrgänge (1906–1940)

Eesti Kirjandus (dt. „Estnische Literatur“) war eine estnische Kulturzeitschrift.

## Gründung
Die Zeitschrift wurde Anfang des 20. Jahrhunderts gegründet, als sich das estnische Kulturleben konsolidiert hatte.

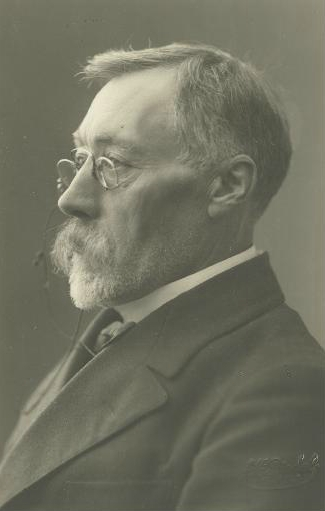
Jaan Jõgever

 Der erste Chefredakteur war Jaan Jõgever, der die Zeitschrift inhaltlich und finanziell die ersten beiden Jahre alleine bestritt. Jõgever war von 1884 bis 1889 Russischlehrer am Hugo-Treffner-Gymnasium und von 1892 bis 1903 Pressezensor in Tartu gewesen war. Ab 1909 war er Estnischlektor an der Universität Tartu, ab 1919 stellvertretender Professor für Estnisch.
Ab 1908 fungierte die 1907 gegründete Eesti Kirjanduse Selts (Estnische Literaturgesellschaft) als Herausgeberin, unter deren Ägide die Zeitschrift in den folgenden Jahren schnell an Bedeutung und Umfang gewann. Da es keine vergleichbaren Zeitschriften in Estland bzw. auf Estnisch gab, behandelte sie zunächst viel mehr, als der Titel vermuten lässt: Auch estnische Sprache, Folklore, Geschichte und Mythologie wurden abgedeckt. Der linguistische Anteil nahm ab, nachdem 1922 die rein sprachwissenschaftliche Zeitschrift Eesti Keel (Estnische Sprache) gegründet worden war.
Durch ihren umfangreichen Rezensionsteil gibt die Zeitschrift einen guten Einblick in die zeitgenössische estnische Literatur. Die Zeitschrift wurde 1940 nach der Besetzung Estlands durch die Sowjetunion und der nachfolgenden Sowjetisierung eingestellt. Das gleiche Schicksal traf die Zeitschrift Eesti Keel, im Anschluss gab es kurzzeitig sechs Nummern einer Zeitschrift Eesti Keel ja Kirjandus (1941). Nach dem Zweiten Weltkrieg und der Entstalinisierung bemühten sich intellektuelle Kreise in Estland um eine Wiederbelebung der Zeitschrift, was jedoch erst 1958 und ohne den Zusatz „estnisch“ gelang. Seit diesem Jahr erscheint die Zeitschrift Keel ja Kirjandus (Sprache und Literatur), die bedingt als Nachfolgeorgan angesehen werden kann.

## Chefredakteure
- Jaan Jõgever (1906–1910 und 1913–1915)
- Villem Grünthal-Ridala (1910–1912)
- Johannes Voldemar Veski (1915–1934)
- Daniel Palgi (1934–1940)

## Sekundärliteratur
- August Palm: Kuukirja „Eesti Kirjandus“ asutamine ja algaastad, in: Eesti Kirjandus 5/1932, S. 229–240.
- Daniel Palgi: „Eesti Kirjanduse“ 35-aastaselt teelt, in: Keel ja Kirjandus 3/1971, S. 158–165.
- Daniel Palgi, Johannes Voldemar Veski: „Eesti Kirjandust" toimetamas“, in: Centum. Tallinn: Valgus 1974, S. 106–112.

## Einzelbelege
1. ↑  Cornelius Hasselblatt: Geschichte der estnischen Literatur. Von den Anfängen bis zur Gegenwart. Berlin, New York: Walter de Gruyter 2006, S. 40–41, 350.
2. ↑  August Palm: Kuukirja „Eesti Kirjandus“ asutamine ja algaastad, in: Eesti Kirjandus 5/1932, S. 229–240.